# Profischeria truncata
Profischeria truncata is een tweekleppigensoort uit de familie van de Donacidae. De wetenschappelijke naam van de soort is voor het eerst geldig gepubliceerd in 1877 door Martens.